# Bente Paulis
Bente Paulis (Leiderdorp, 14 febbraio 1997) è una canottiera olandese, vincitrice dell'argento olimpico nel 4 di coppia a Parigi 2024 insieme a Laila Youssifou, Roos de Jong e Tessa Dullemans.
In carriera vanta anche due argenti mondiali ed uno europeo.

## Palmarès
- Giochi olimpici

Parigi 2024: argento nel 4 di coppia.
- Campionati del mondo di canottaggio

Račice 2022: argento nel 4 di coppia.
Belgrado 2023: argento nel 4 di coppia.
- Campionati europei di canottaggio

Oberschleißheim 2022: argento nel 4 di coppia.